# Манфред Шредер
Ма́нфред Ро́берт Шрéдер (нім. Manfred Robert Schroeder; 12 липня 1926, Ален, Північний Рейн-Вестфалія — 28 грудня 2009) — німецький фізик-теоретик, працював у галузі акустики.

## Життєпис
Шредер в молодості був радіоаматором і під час Другої світової війни, в лавах військово-морського флоту, служив у Нідерландах оператором радара. Шредер вивчав математику (ступінь бакалавра, 1951) і фізику в Геттінгенському університеті, де отримав докторський ступінь у 1952 році (за темою розподілу власних частот у порожнинах).
У 1954 році перебрався до США. У наступні 15 років працював в AT&T Bell Laboratories у Мюррей-Гілл (штат Нью-Джерсі) а до 1987 року був там позаштатним консультантом. У 1958—1969 роках займався дослідженнями акустики мови. У 1969 році він обійняв посаду професора у 3-му Фізичному інституті у Геттінгені а після смерті Ервіна Маєра він став директором цього інституту а з 1991 — професором-емеритом.
Він був одружений, мав трьох дітей. Помер у грудні 2009 року у віці 83 років.

## Здобутки та відзнаки
Манфред Шредер був відомий як фахівець у вивченні акустики концертних зал, яку він покращував спеціально розробленими дифузорами, що отримали назву «дифузори Шредера». Його перші рекомендації у цій галузі були надані для концертної зали Лінкольн-центру у Нью-Йорку в 1962 році. Він і його колеги розробили один з методів для вимірювання часу реверберації. Працюючи у «Bell Labs» він також розробив систему кодування для стиснення даних (лінійне кодування з передбаченням, код лінійного передбачення із збудженням), які знайшли широке застосування у мобільній телефонії, також займався проблемами синтетичної мови.
Він співпрацював з П'єром Булезом у питаннях планування акустики в його дослідницькому закладі (Institut de Recherche et Coordination Acoustique/Musique, IRCAM) в Центрі Жоржа Помпіду (Париж).
Відомий також як автор низки книг (особливо в галузі теорії чисел, степеневих законів функції масштабування у фрактали) з ілюструванням і дидактичними рекомендаціями по застосуванню математики у різних галузях. Шредер також захоплювався комп'ютерною графікою.
За свої наукові досягнення Шредер був нагороджений Золотою медаллю Американського акустичного товариства (1991), медаллю Релея Британського інституту акустики (1987) і медаллю Гельмгольца від Німецького товариства акустики (1995). У 2004 році він отримав Технологічну премію від Фундації Едуарда Рейна. Він був членом Національної академії наук Сполучених Штатів, Американської академії мистецтв і наук, Нью-Йоркської академії наук і Геттінгенської академії наук.
Шредер є автором 45 запатентованих винаходів.